# Rhodoxis hybrida
Rhodoxis hybrida là một loài thực vật có hoa trong họ Hypoxidaceae. Loài này được B.Mathew miêu tả khoa học đầu tiên năm 1998.